# 哈丁西蒙大学
哈丁西蒙大學（Hardin-Simmons University），是一所位置处在美国德克萨斯州艾比林市的基督教浸信会大學。

## 历史
哈丁西蒙建校于1891年，建校时其校名为艾比林浸信会学院 (Abilene Baptist College)，由斯威特瓦特浸信会协会（Sweetwater Baptist Association) 与一群牧场地主和牧师为了在美国西南部有基督教高级教育而建立的学校。学校的目标为“带领学生与基督有良好的关系，教导学生基督的使命，培养学生成为基督的使徒”学校原始的地是由牧者C.W. Merchant 慷慨捐赠。 哈丁西蒙是在沃斯堡以西建立的第一所高级教育机构。学校在1892年改名为西蒙斯学院 （Simmons College), 为了纪念学校最早的一位贡献者， 詹姆斯 西蒙斯 （James B Simmons). 1907年学校的在校就读学生共524人，教职员工共49人。1925年学校成为西蒙斯大學 （Simmons University）。 学校在1934年再次改名为哈丁西蒙大学 （Hardin Simmons University） 以纪念约翰与玛丽哈丁夫妇的财务贡献。此学校自从1941年与德克萨斯州浸信会总会（Baptist General Convention of Texas） 建立关系。

## 教育
哈丁西蒙是美国国家认可的大学。此大學共有包含70个专业的6种本科学位 和包含18种项目的7种研究学位。学校还有为牙科，工程，医学，法律，药理学，物理治疗，和神学的预备专业课程项目。  HSU 还提供在地理，希腊语，希伯来语，人文，和物理科学方面的课程。哈丁西蒙是在德州第一所拥有物理治疗博士学位项目的大學，除了物理治疗博士学位之外，哈丁西蒙还提供教育博士，基督教事工博士，和科学博士学位。
哈丁西蒙的学生来自四面八方的背景以及各种基督教门派。在校就读学生大约在2,205位学生左右，学生与老师的比例大约为12比1。

## 校园生活
哈丁西蒙学生活动部门在上学期间几乎每周都会举办活动，这些活动包含演唱会，电影之夜，舞会，游戏之夜，泳池派对，营火社交活动，沙滩排球比赛，以及多种项目。学生中心的地下室是一个给学生休息以及社交的地方。此地下室的设备包括多台大型平面电视机，最新的游戏设备，保龄球馆，台球，以及乒乓球，这些设备学生一律免费使用。
哈丁西蒙提供给学生多种融入校园生活的机会，以下为一些例子：
- SING才艺表演(All-School SING) , 自从1962年成为了学校每年举办的传统，各种兄弟姐妹会以及团体会报名参加。[3]
- 希腊文化生活/兄弟姐妹会 (Greek Life), 在哈丁西蒙，兄弟姐妹会通常称为希腊文化生活因为各会的名字为希腊文。[4]
- 六匹白马 (Six White Horses), 哈丁西蒙的“六匹白马”算是世界闻名，通常出现在各种节日游行活动里，这六匹白马的骑士们手中拿着曾经以及现在在德州上空飘扬过的旗帜。[5]
- 学生会/学生执政协会 (Student Government Association), 这个机构在学校为全校学生发表意见以及为保证全体学生的在校生活体验得到满意。
- 学生活动部 (Student Activities/SABERS/SPARKS/FreshCo) ，此部门专门为全校师生举办各式各样的活动。
- 国际生协会(International Student Fellowship), 为在校的国际生提供舒适的环境以及透过认识其他国际生来帮助国际生更加适应在美国以及学校的生活。

- 哈丁西蒙牛仔乐队 （World Famous Cowboy Band), 哈丁西蒙牛仔乐队于1923年成立至今，自从该乐队在1930年欧洲巡回演出后被命名为“世界闻名牛仔乐队”。该乐团每年大约有35 场演出，成为在西德州最常听见的音乐团体！牛仔乐队已在超过16个国家演出过（比利时，加拿大，英格兰，德国，荷兰，爱尔兰，意大利，日本，摩纳哥，纽芬兰，西班牙，瑞士等等）以及在6为美国总统的就职典礼表演过 (赫伯特 胡佛--1929, 弗兰克林 D. 罗斯福--1941, 德怀特 D. 艾森豪威尔--1953， 理查德 M. 尼克松--1969, 吉米 卡特--1977, 乔治 W. 布什 --2001) 近几年牛仔乐队在当年德州州长里克 佩里的请求下代表德州参加各种推广旅游的国际展览。[6]

在哈丁西蒙还有许多让学生在基督教的环境中互相交流以及分享见证。每周学校为全体师生提供周间礼拜(学生需要有80个礼拜学分才能毕业，如不参加礼拜可以用社会服务小时来代换).学校还有浸信会学生事工（Baptist Student Ministries)提供给学生参加查读圣经小组，参加到世界各地传福音团体的机会，以及在每周三为学生提供免费午餐。

## 学生会
哈丁西蒙学生会，又称学生政府 (Student Government Association, SGA) 在学校为全校学生发表意见以及确保全体学生的在校生活体验得到满意。

### 2016-17 学生会行政成员
学生会主席 --- 艾伦 海古德 (Erin Hagood)
学生会副主席--- 艾丽克斯 理查德森 (Alexandra Richardson)
学生会行政官--- 卡森 迈克法丁 (Carson McFadin)
学生会财务官--- 安德鲁 欧雷格 (Andrew Eurek)
学生会 大学四年级班主席--- 萨丽娜 莱姆斯纳利 (Saleena Ramzanali)
学生会 大學三年级班主席--- 布雷克 威尔逊 (Blake Wilson)
学生会 大學二年级班主席--- 安博 莱姆斯纳利 (Amber Ramzanali)
学生会 大學一年级班主席--- 蒋丞甫 (Jesper Jiang)
学生会 大学一年级班副主席---史蒂芬 戴维斯 (Stephen Davies)

## 体育
从1941到1961，哈丁西蒙是边境校际体育协会 (Border Intercollegiate Athletic Association) 的成员之一。在此协会中，该校的美式橄榄球队拿下3次联盟冠军。
现今哈丁西蒙是第三等级（等级以学校大小来决定）国家大学体育协会(NCAA D-III)下的美国西南体育联盟  (American Southwest Conference)的成员之一。截至2016年11月，哈顶西蒙已夺下75次美国西南联盟冠军，是所有成员学校里赢得最多的一所。
哈丁西蒙是 D-III 学校，提供18项男女竞技体育在学校成立的125年里，共有18任校长其中包括一位临时代理校长以及一位过渡期校长，所以实际上共有16任校长，最新一任校长为第16任校长埃里克 布雷特麦尔 (Eric Bruntmyer) 于2016年就职上任。哈丁西蒙建校125年里共有18任校长，其中包括一位临时代理校长以及一位过渡期校长，所以实际校长为16任。第16任校长为现任校长埃里克 布雷特麦尔 (Eric Bruntmyer) 。 项目： 美式橄榄球，女子排球，棒球，垒球，男女足球，男女网球，男女篮球，男女长跑队，男女田径，以及男女高尔夫球。

## 校长
哈丁西蒙建校125年以来共有18任校长，其中包括一位临时代理校长以及一位过渡期校长，所以实际校长共16任。第16任校长为现任校长埃里克 布雷特麦尔 (Eric Bruntmyer)。
| 任次     | 任期      | 姓名                                                            | 备注 |
| -------- | --------- | --------------------------------------------------------------- | --- |
| 1        | 1892–1894 | W.C. 佛莱里 牧师 (The Rev. W. C. Friley)                        | |
| 2        | 1894–1898 | 乔治 O. 泰特 博士 (Dr. George O. Thatcher)                      | |
| 3        | 1898–1901 | O.C. 波普 博士 (Dr. O. C. Pope)                                 | |
| 4        | 1901–1902 | C.R. 海费尔德 牧师 (The Rev. C. R. Hairfield)                   | |
| 5        | 1902–1909 | 奥斯卡 亨利 库伯 博士 (Dr. Oscar Henry Cooper)                  | |
| 6        | 1909–1940 | 杰斐逊 戴维斯 杉德夫，Sr. 博士Dr. Jefferson Davis Sandefer, Sr. | |
| -------- | 1940      | 卢西安 Q. 坎贝尔 博士 (Dr. Lucian Q. Campbell)                  | (临时代理校长)，不算实际校长。                                                                                        |
| 7        | 1940–1943 | 威廉 R. 怀特 博士 (Dr. William R. White)                        | |
| 8        | 1943–1953 | 鲁伯特 N. 理查德森 博士 (Dr. Rupert N. Richardson)              | 这位校长写了一本自传: Famous Are Thy Halls: Hardin–Simmons University As I Have Known It (1964)（页面存档备份，存于） |
| 9        | 1953–1962 | 伊凡 阿拉德 雷夫 博士 (Dr. Evan Allard Reiff)                   | |
| -------- | 1962–1963 | 乔治 L. 格雷汉姆 博士 (Dr. George L. Graham)                    | (过渡期校长)，不算实际校长。                                                                                          |
| 10       | 1963–1966 | 詹姆斯 H. 兰德斯 博士 (Dr. James H. Landes)                     | |
| 11       | 1966–1977 | 埃尔文 L. 斯盖尔 博士 (Dr. Elwin L. Skiles)                     | |
| 12       | 1977–1991 | 杰西 C. 弗莱契尔 博士 (Dr. Jesse C. Fletcher)                   | |
| 13       | 1991–2001 | 兰尼 赫尔 博士 (Dr. Lanny Hall)                                 | |
| 14       | 2001–2008 | W. 克雷格 特纳 博士 (Dr. W. Craig Turner)                       | |
| 15       | 2009–2016 | 兰尼 赫尔 博士 (Dr. Lanny Hall)                                 | 这是兰尼博士的第二任期，兰尼校长成为该校首位重任校长，第13和15任。                                                    |
| 16       | 2016–     | 埃里克 布雷特麦尔 (Eric Bruntmyer J.D.)                         | J.D. 指法律博士 |

## 著名校友
- 纳依木 阿第克---巴勒斯坦神学家
- 约翰 利兰 阿特伍德--- 曾经为北美航空协会首席机械师，协助 P-51 Mustang 和 B-25 Mitchell 战斗机的生产
- 欧文 J 巴戈特—因用其手枪射下飞机而出名的美国机师
- 派特 巴顿---曾为美国橄榄球联盟橄榄球运动员
- 艾尔 班尼特—曾为美国橄榄球联盟橄榄球运动员
- 丹 布洛克---在1960年代美国电视剧 Bonanza 里饰演 Hoss
- 多伊尔 布朗森---美国扑克传奇
- 维克多 G 卡里奥---曾任泰勒县法官
- 哈威 卡奇—曾为美国国家篮球协会篮球运动员
- 麦特 詹德乐---Village Church 牧师 以及Acts 29 主席
- 基恩 格克莱尔—美式橄榄球运动员
- 董 科利尔---西部牛仔片演员
- 杰克 格莱汉姆—伯莱斯顿伍德浸信教会(Prestonwood Baptist Church) 主任牧师, 曾任南方浸信会(Southern Baptist Convention)总会主席
- 密尔德莱 派克斯顿 穆迪---1927-1931 德州第一夫人
- 雷顿 佩吉 帕德迅---曾任南方浸信会主席，现任西南浸信会神学院(Southwestern Baptist Theological Seminary)
- 鲁伯特 N. 理查德森---1943-1953 哈丁西蒙大學校长
- 威尔 魏格纳---安杰罗州立大学(Angelo State University) 美式橄榄球队总教练
- 乔治 E. 威斯特---曾任美国众议院德州众议员
- 威利斯 怀特菲尔德---“净室”创始人
- 菲尔 威尔逊---曾任德克萨斯州州务卿
- C.V. 伍德---将伦敦大桥迁至亚利桑那州哈瓦苏河的企业家